# Slag bij Marjayoun
De Slag bij Marjayoun werd uitgevochten op 10 juni 1179 tussen het Ajjoebidenleger onder leiding van Saladin en een kruisvaardersleger onder leiding van koning Boudewijn IV van Jeruzalem. De christelijke koning, die kreupel was door lepra, wist maar net te ontsnappen via een vluchtroute.

## Achtergrond
In 1177 deed Saladins leger een poging om het koninkrijk Jeruzalem in te nemen via Egypte. Koning Boudewijn wist deze poging tegen te gaan bij de Slag bij Montgisard.
In 1179 deed Saladin een nieuwe poging, dit keer betrad hij de kruisvaardersstaten uit de richting van Damascus. Hij vestigde zijn basis bij Panias en stuurde lichte cavalerie eropuit om veestapels op te drijven, om zo gewassen en dorpen te vernielen. Vooral in Sidon en de kustgebieden werd een flinke ravage aangericht. Boeren en de plaatselijke bevolking konden door deze vernielingen hun schuld en belastingen aan de heersers niet meer betalen. Als Saladins destructieve manier van oorlogsvoering niet gestopt zou worden, zou het de kruisvaarderstaat verzwakken.
Als reactie ging Boudewijn met een groot gedeelte van zijn leger noordwaarts naar Tiberias. Daar sloot Raymond III van Tripoli zich aan, en het gevolg zette hun mars verder naar de vestiging van Safed, waarna verder noordelijk het kasteel Toron werd aangedaan. Het leger werd nog bijgestaan door de Tempeliers onder leiding van Odo de St. Amand.

## De veldslag
Bij het bereiken van de kust ter hoogte van Tyrus (noordoostelijk gelegen) kon Boudewijn de hoofdtent van Saladin in de verte zien. Boudewijn en zijn gevolg besloten om meteen een frontale aanval uit te voeren. Toen de kruisvaarders de heuvels af denderen met hun paarden, werden ze al gauw gezien door de verkenners van Saladin; deze wisten de Frankische voetsoldaten gedeeltelijk uit te schakelen. Door deze hindernis moesten Boudewijn en zijn volgelingen zich opnieuw groeperen, waarna ze de verkenners en de soldaten met een net aangekomen cavalerie bij de tentenkamp wisten te verslaan.
Toen de kruisvaarders dachten dat ze de slag gewonnen hadden, lieten ze de hun verdediging verslappen. Raymond en de Tempeliers trokken zich terug op de heuvels bij Marjayoun en de Litani-rivier. Opeens verscheen Saladins hoofdleger, dat meteen aanviel. Onvoorbereid voor het gevecht werden de kruisvaarders verslagen. Odo de St. Amand werd gevangengenomen. Koning Boudewijn die van schrik van zijn paard viel, wist nog met zijn kreupele lichaam op tijd te ontsnappen achter op een paard van een van zijn lijfwachten, die een bres wist te slaan door de Saraceense linies. Velen christenstrijders wisten een heenkomen te vinden op kasteel Belfort (Qala'at ash-Shaqif Arnoun) op 12 kilometer ten zuidwesten van de veldslag.

## Nasleep
Saladin sloeg meteen voordeel uit zijn overwinning en verwoestte de net gebouwde vesting bij Jacobs Voorde. In de jaren na de nederlaag bij Marjayoun werden de christenen voorzichtig jegens hun aanpak naar de moslims toe, de Slag bij kasteel Belfort (1182) en de Slag bij Al Fule (1183) waren beide uiterst defensief te noemen.